# Sedat
Sedat ist ein türkischer männlicher Vorname arabischer Herkunft mit der Bedeutung „der Rechtschaffene“. Der Name kommt auch in Albanien und Mazedonien vor.

## Namensträger
- Sedat Ağçay (* 1981), türkischer Fußballspieler
- Sedat Alp (1913–2006), türkischer Hethitologe
- Sedat Artuç (* 1976), türkischer Gewichtheber
- Sedat Balkanlı (1965–2009), türkischer Fußballspieler
- Sedat Bayrak (* 1981), türkischer Fußballspieler
- Sedat Berisha (* 1989), albanisch-mazedonischer Fußballspieler
- Sedat Dursun (* 1997), türkischer Fußballspieler
- Sedat Günertem (1936–2017), türkischer Fußballspieler
- Sedat İrfan (* 1982), türkischer Fußballspieler
- Sedat Karaoğlu (1960–2014), türkischer Fußballspieler
- Sedat Mehder (* 1970), deutscher Fotograf
- Sedat Özden (* 1953), türkischer Fußballspieler und -trainer
- Sedat Pamuk (* 1952), deutsch-türkischer Kabarettist
- Sedat Peker (* 1971), Anführer einer kriminellen Vereinigung aus der Türkei
- Sedat Şahintürk (* 1996), türkischer Fußballspieler
- Sedat Simavi (1896–1953), türkischer Verleger, Journalist, Karikaturist, Schriftsteller und Regisseur
- Sedat Yüce (* 1976), türkischer Sänger und Trompeter
- Sedat Yücel (* 1987), deutscher Fußballspieler

## Familienname
- Christian Sedat (* 1967), deutscher Diplomat